# Хёльк, Корнелиус
Корнелиус Хёльк (нем. Cornelius Hölk; 22 ноября 1869, Итцехо — 30 августа 1944, Марбург) — немецкий филолог, преподаватель и директор Марбургской гимназии, почётный профессор Марбургского университета.

## Биография
Корнелиус Хёльк был сыном педагога Иоганна Хёлька; родился 22 ноября 1869 года.
Посещал Королевскую гимназию в Глюкштадте и, сдав 12 марта 1889 года экзамен на аттестат зрелости, начал изучать классическую филологию и историю в университетах Гейдельберга (четыре семестра), Лейпцига (два семестра) и Киля. В 1894 году, под руководством Эрвина Роде, Хёльк написал кандидатскую диссертацию о пифагорейцах и 27 февраля получил степень доктора философии; 21 июля стал государственный экзамен по латыни, греческому и истории.
В течение года, с 10 октября 1894 по 10 октября 1895 года, проходил военную службу. Во время службы он был произведён в рядовые (30 марта 1895 г.) и в капралы (23 сентября 1895 г.). Принимая участие в военных учениях и после окончания службы, 8 мая 1897 года был произведён в унтерфельдфебели.
Начиная с 1896 года, Хёльк работал в гимназиях в Альтоне и Рендсбурге. С 1 октября 1898 года он был принят на работу в качестве преподавателя в гимназию в Хузуме; 1 октября 1909 года Хёльк был назначен директором гимназии «Johanneum» в Люнебурге: среди его учеников был Бруно Снелль.
1 июля 1917 года Корнелиус Хёльк стал директором гимназии «Gymnasium Philippinum» в Марбурге, где он и проработал до своей отставки 31 марта 1932 года. Он также состоял председателем экзаменационного бюро университета Марбурга; 17 июля 1925 года он был назначен почётным профессором преподавания классических языков (Didaktik der Alten Sprachen) в Марбургском университете; 11 ноября 1933 года Корнелиус Хёльк был среди более 900 ученых и преподавателей немецких университетов и вузов, подписавших «Заявление профессоров о поддержке Адольфа Гитлера и национал-социалистического государства».
Умер 30 августа 1944 года Марбурге.

## Работы
- De acusmatis sive symbolis Pythagoricis. Kiel 1894.
- Kriegsreden. Lüneburg 1917.
- Gymnasium und Einheitsschule. Marburg 1919.
- Paul Cauer zum Gedächtnis. In: Das humanistische Gymnasium. B. 33. — 1922. — S. 2—7.
- Zur Schulreform. Auszug eines Vortrages. In: Das humanistische Gymnasium. B. 36. — 1925. — S. 68—74.
- Erinnerungen an Erwin Rohde // Cimbria. Beiträge zu Geschichte, Altertumskunde, Kunst und Erziehungslehre. — Dortmund, 1926. — S. 37—41.
- Das Gymnasium Philippinum zu Marburg. Rede, gehalten bei der 400jährigen Jubelfeier am 30. Mai 1927. — Marburg, 1927.